# 熊景釗
熊景釗，字楠卿，贵州贵阳人，清朝政治人物、進士出身。
同治十年（1871年）辛未科進士，二甲三十二名，改翰林院庶吉士，散館授編修，官四川道監察御史。